# 太白山毛茛
太白山毛茛（学名：Ranunculus petrogeiton）为毛茛科毛茛属下的一个种。

## 扩展阅读
維基物種上的相關：太白山毛茛